# كركيات الشكل
كُرْكِيَّات الشكل (الاسم العلمي: Gruiformes) هي رتبة من الطيور تتبع طبقة زقزاقيات الشكل من طويئفة الطيور الحديثة.

## الرتيبات
- الكركياويات (الاسم العلمي:Grues)
- السرياماويات (الاسم العلمي:مقنزعيات)
- الواقاويات الشمسية (الاسم العلمي:Eurypygae)